# 科羅普區

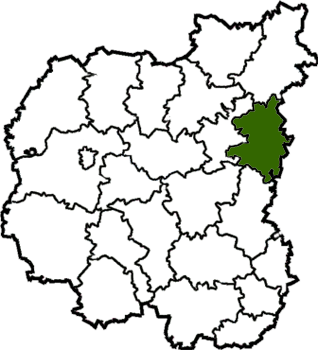

科羅普區（烏克蘭語：Коропський район），曾是烏克蘭北部切爾尼戈夫州的一個區，行政中心設於科羅普，面積1,312平方公里，2013年人口24,735，人口密度每平方公里18.85人。